# Drymaria lyropetala
Drymaria lyropetala är en nejlikväxtart som beskrevs av Ivan Murray Johnston. Drymaria lyropetala ingår i släktet Drymaria och familjen nejlikväxter. Inga underarter finns listade i Catalogue of Life.